# Ivan Gramotine
Ivan Tarassievitch Gramotine (en russe : Иван Тарасьевич Грамотин), décédé en 1638 à Serguiev Possad.
Diplomate et homme politique russe, sous les règnes du faux Dimitri (Dimtri II) et de Philarète (Fédor Romanov), il fut chef du Prikaze Possolski (chef du Département de la diplomatie russe) de 1605 à 1606, 1610 à 1612, 1618 à 1626, 1634 à 1635.

## Biographie
Ivan Tarassievitch Gramotine fut connu pour son intelligence et son éloquence. Il fut l'une des principales personnalités pendant les périodes de troubles que connut la Russie entre 1598 et 1613. En août 1605, sous le règne du faux Dimitri (Dimitri II), Ivan Tarassievitch Gramotine fut mis à la tête du Prikase Possolski (Département de la diplomatie russe). En 1606, il dirigea les négociations avec les envoyés polonais. En 1608, Ivan Tarassievitch Gramotine trahit le faux Dimitri et tenta un rapprochement avec Vassili IV Chouiski, mais échoua. En 1610, il se tourna vers le roi polonais Sigismond III Vasa (1566-1632) dont il devint le collaborateur. En 1610, après la déposition de  Vassili IV Chouiski par les princes Vorotynski et Msitilavski et son entrée dans un monastère, Ivan Tarassievitch Gramotine fut nommé chef du Prikaze Posolsky, il occupa également le poste au Prikaze Pomestny (Département de la succession et du domaine ancestral), il fut admis au sein du Conseil des Boyards. 
En 1612, les Boyards envoyèrent Ivan Tarasievitch Gramotine en Pologne afin de négocier l'accession au trône de Russie du roi de Pologne, Ladislas IV Vasa (1595-1648). Il semblerait que pendant son séjour en Pologne entre 1612 et 1617, Ivan Tarassievitch Gramotine se lia d'amitié avec le patriarche de Moscou Fedor Romanov (1553-1633) retenu captif de 1610 à 1618 par Sigismond III Vasa. En 1618, Ivan Tarassievitch Gramotine de retour à Moscou put conserver ses titres grâce à cette amitié. À son retour à Moscou en 1619, Fedor Romanov portant désormais le nom de Philarète lui confia plusieurs missions, notamment celle entre les ambassadeurs turcs et anglais (1621). En 1622, le shah de Perse Abbas Ier le Grand lui envoya la Robe de Jésus. En raison de ses intrigues, Philarète envoya Ivan Tarassievitch Gramotine en exil à Alatyr. Après le décès de Philarète, il revint à Moscou et reprit ses fonctions diplomatiques (1634).

## Décès
Ivan Tarassievitch Gramotine décéda en 1638 sous le nom de frère Joël au monastère de Laure de la Trinité-Saint-Serge à Serguiev Possad.